# Speak, Brother, Speak!
| Recensione | Giudizio |
| ---------- | -------- |
| AllMusic   | [ 1 ]    |

Speak, Brother, Speak! è un album discografico Live a nome di Max Roach Quartet, pubblicato dalla casa discografica Fantasy Records nel luglio del 1963.

## Tracce
Lato A
1. Speak, Brother, Speak – 25:00 (Clifford Jordan, Eddie Kahn, Mal Waldron, Max Roach)

Lato B
1. A Variation – 22:30 (Max Roach)

- La durata dei brani riportata nell'edizione su CD è differente: Speak, Brother, Speak (25:03) e A Variation (20:30).

## Musicisti
- Max Roach - batteria
- Clifford Jordan - sassofono tenore
- Mal Waldron - pianoforte
- Eddie Khan - contrabbasso